# Graziella Mascia
Graziella Mascia (4 de setembro de 1953 - 11 de março de 2018) foi uma política italiana.
Nascida em Magenta, Lombardia, ela ingressou no Partido Comunista Italiano em 1972 e actuou no seu comité central de 1979 a 1983. Ela tornou-se membro do Partido da Refundação Comunista em 1991, e foi eleita para a Câmara dos Deputados entre 2001 e 2008. Ela morreu no dia 11 de março de 2018, aos 64 anos, em Robecco sul Naviglio.